# 大日寺 (香南市)
大日寺（だいにちじ）は、高知県香南市にある真言宗智山派の寺院。法界山（ほうかいさん）、高照院（こうしょういん）と号す。本尊は金剛界大日如来。四国八十八箇所第二十八番札所。
- 本尊真言 - おん ばざらだどばん（金剛界）
- ご詠歌 - 露霜（つゆじも）と罪を照らせる大日寺　などか歩みを運（はこ）ばざらまし
- 納経印 - 当寺本尊、奥之院薬師如来

## 歴史
寺伝によれば天平年間（729年 - 749年）に聖武天皇の勅願により、行基が大日如来像を刻んで堂宇を建立して開創したという。弘仁6年（815年）に空海が楠の大木に爪で薬師如来像を彫って荒廃していた本寺を復興したとされる。
慶長年間（1592年 - 1615年）から土佐藩の祈願所となり栄えたが、明治に入って神仏分離令によって明治5年に廃寺となり、大日堂と改称した本堂に本尊を安置していた。明治17年（1884年）に再興した。
奥の院の爪彫薬師は首から上の病に霊験ありとされ、平癒を祈る参拝者が跡を絶たない。願いが叶うと穴の開いた石に氏名、年齢、快癒した身体の部位を書き奉納する習わしとなっている。

## 境内
- 山門

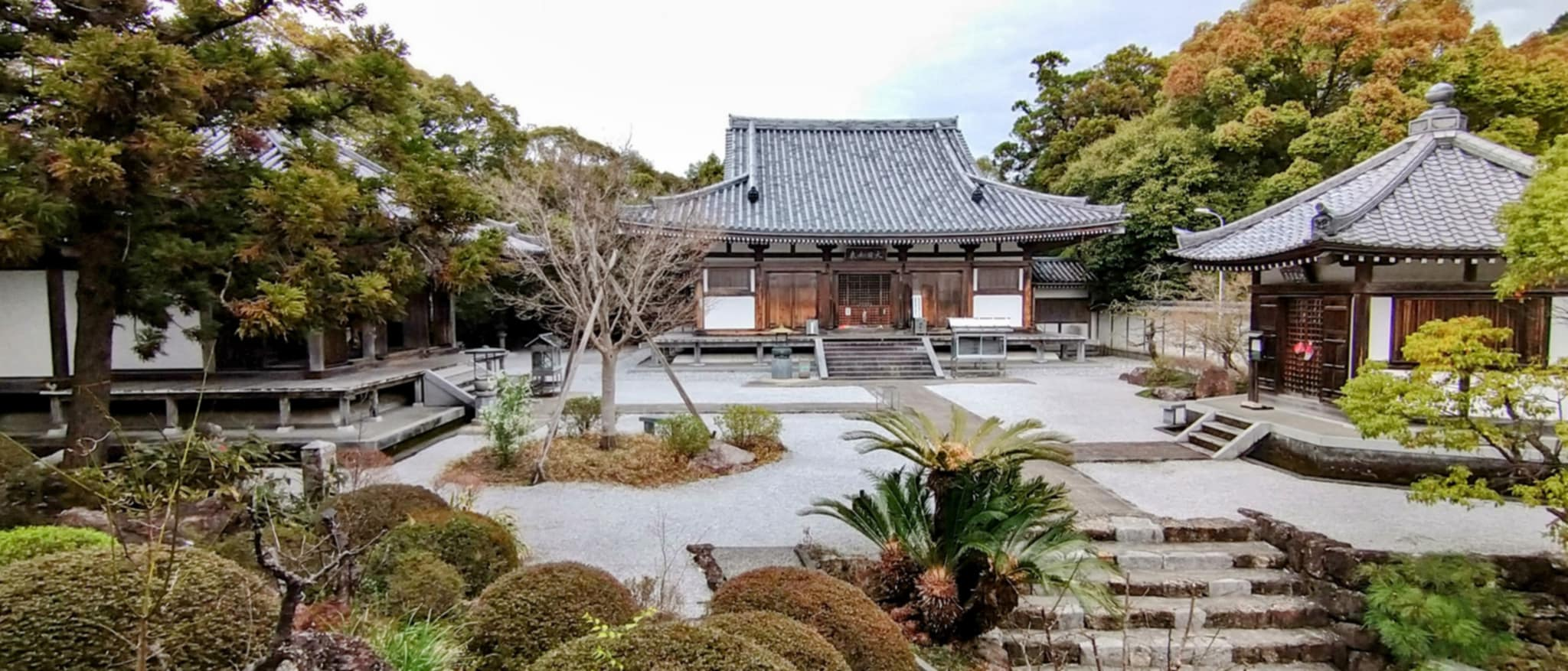
境内

- 本堂 - 1997年（平成9年）再建、釘を使わず木組みで造られている[2]。本尊の木造大日如来坐像は、国の重要文化財。土日のみ本堂の外陣に入って参拝ができ、前立本尊を拝顔できる。
- 本尊収蔵庫 - 本堂の後ろに続き棟。本尊に後背はなく、頭には冠でなく10の小さい坐像仏が乗っていて、全身漆黒である。向かって左脇に、聖観音立像。右には小さい薬師如来坐像が小さい厨子に入っている。
- 大師堂 - 1984年（昭和59年）再建。大師像は土佐藩主2代・山内忠義が寄贈したと伝わる[2]。大師像を拝顔できる。
- 六角堂（地蔵堂） - 1986年（昭和61年）建立。地蔵菩薩を祀り、護摩堂を兼ねる[2]。
- 日吉神社 - 鎮守社
- 鐘楼堂 - 2024年6月新築再建完成。
- 持仏堂（不動堂） - （非公開）本尊：不動明王[2]。

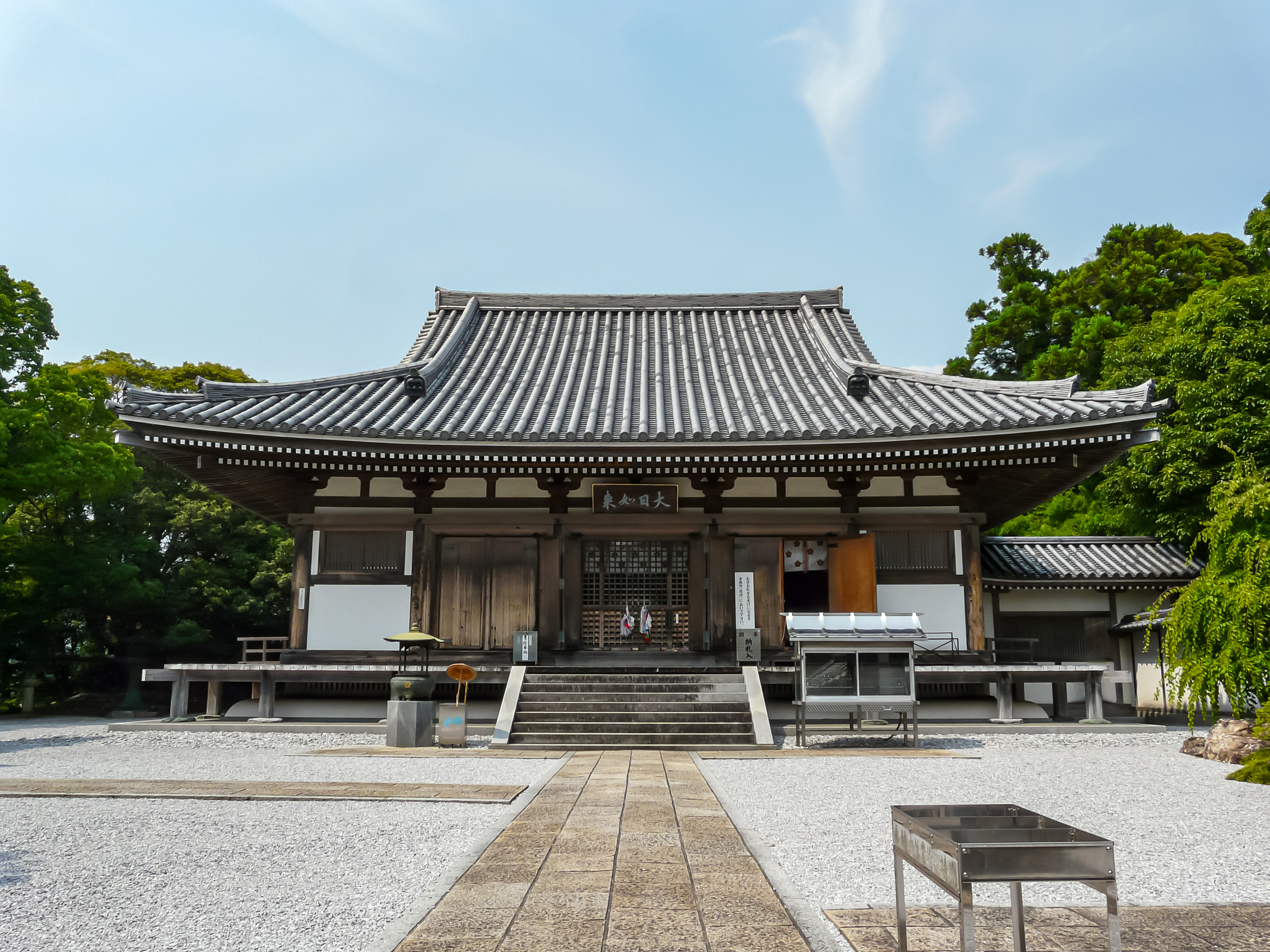
本堂
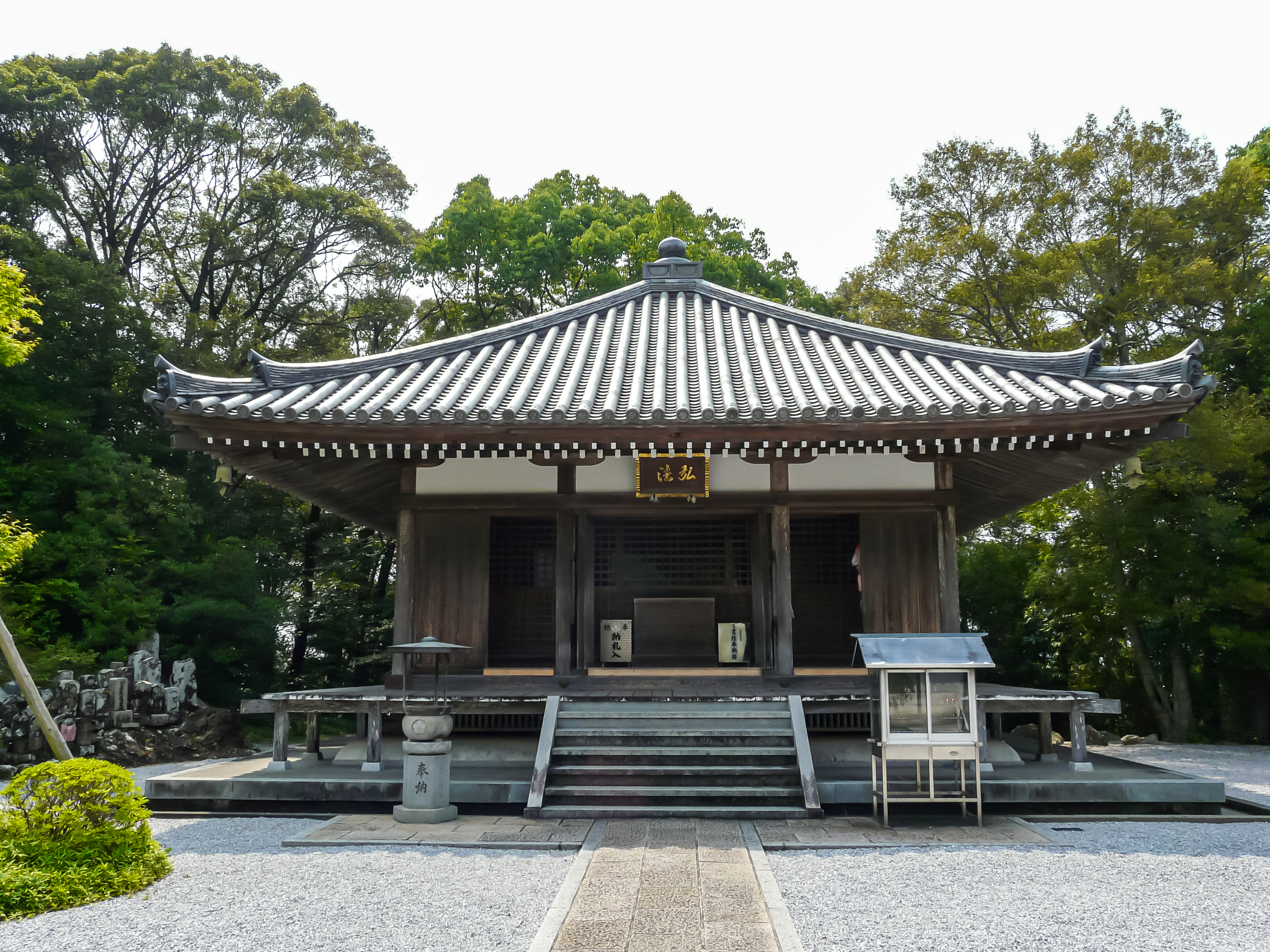
大師堂
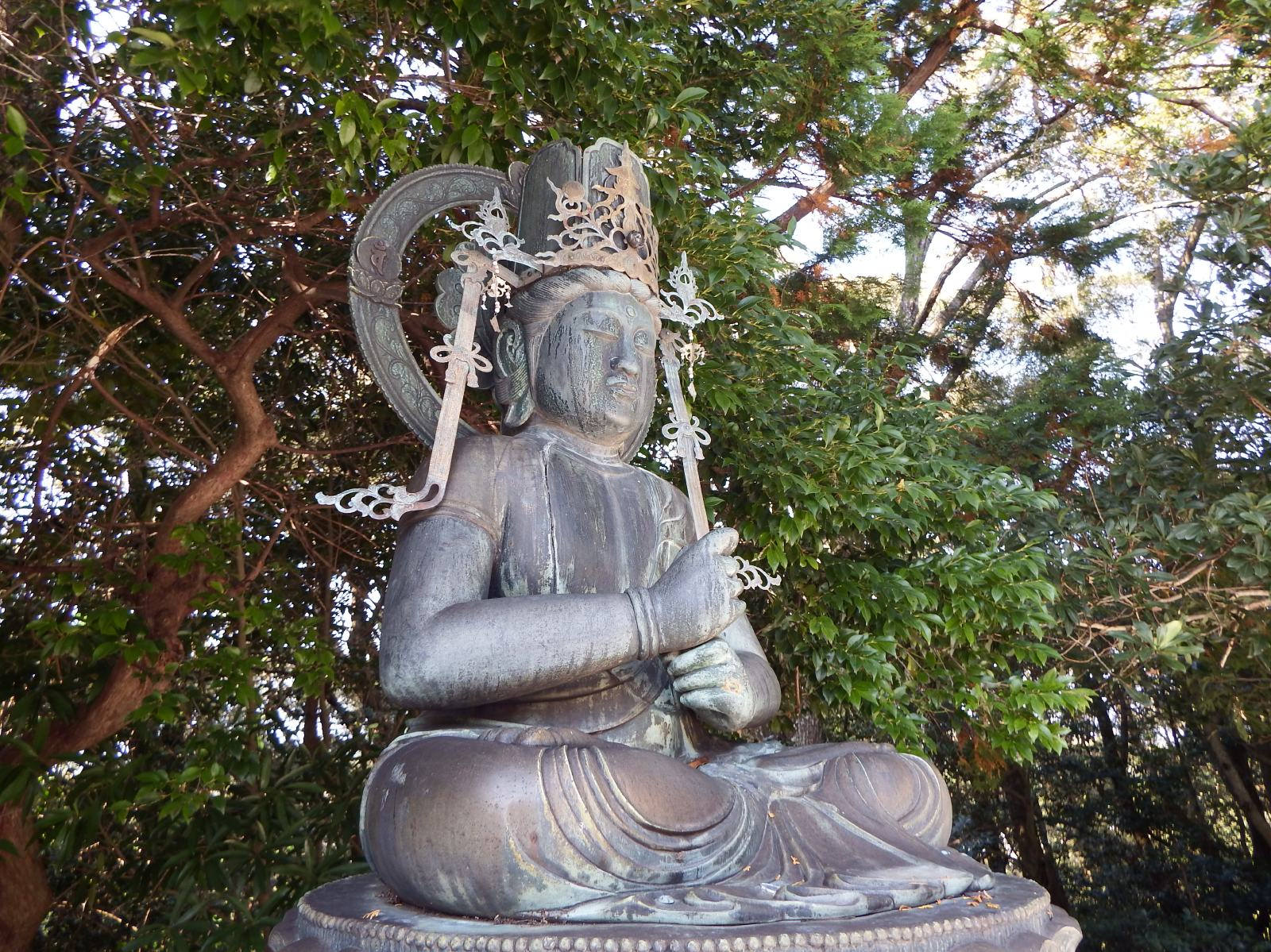
大日如来像
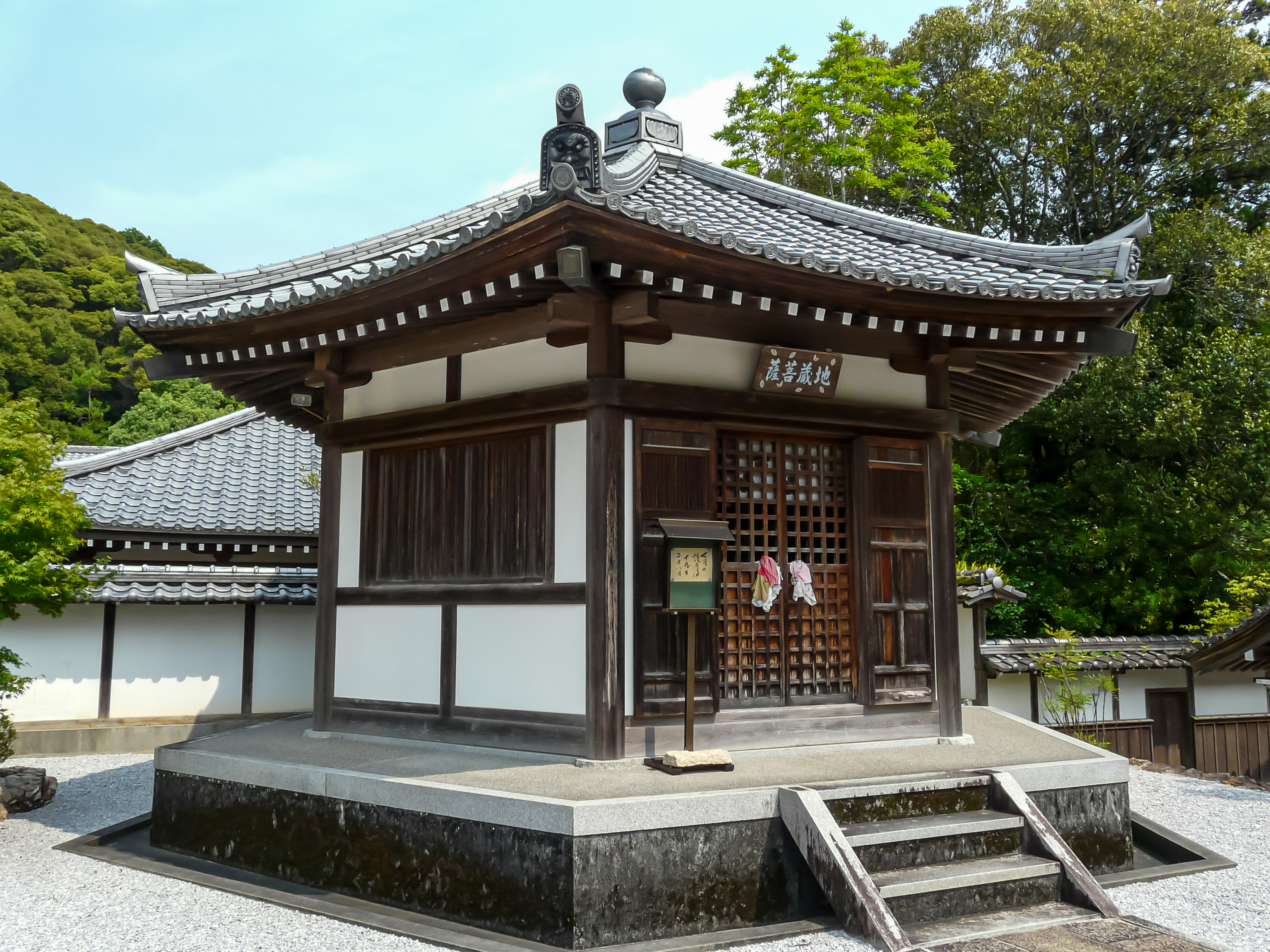
六角堂
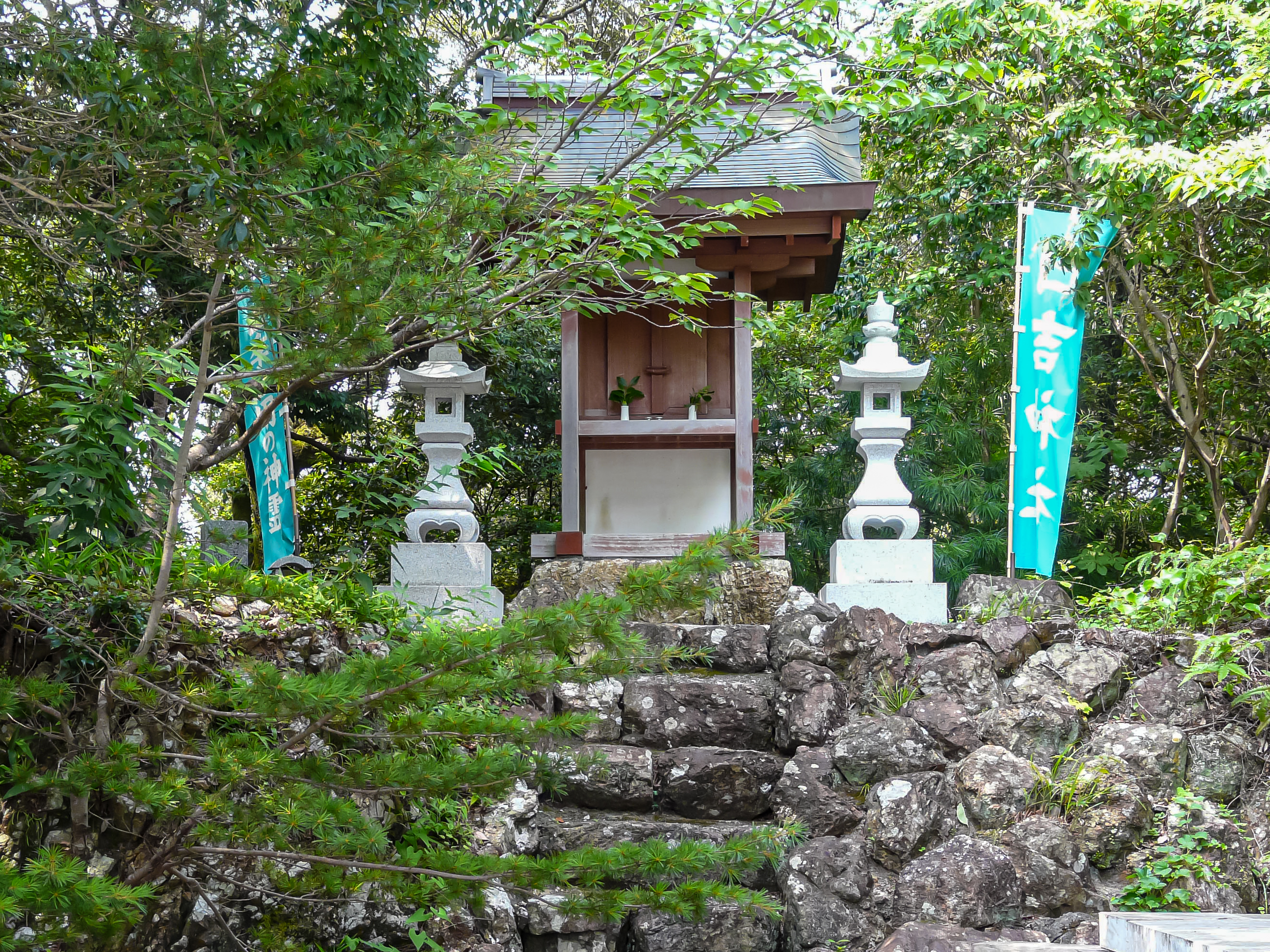
日吉神社
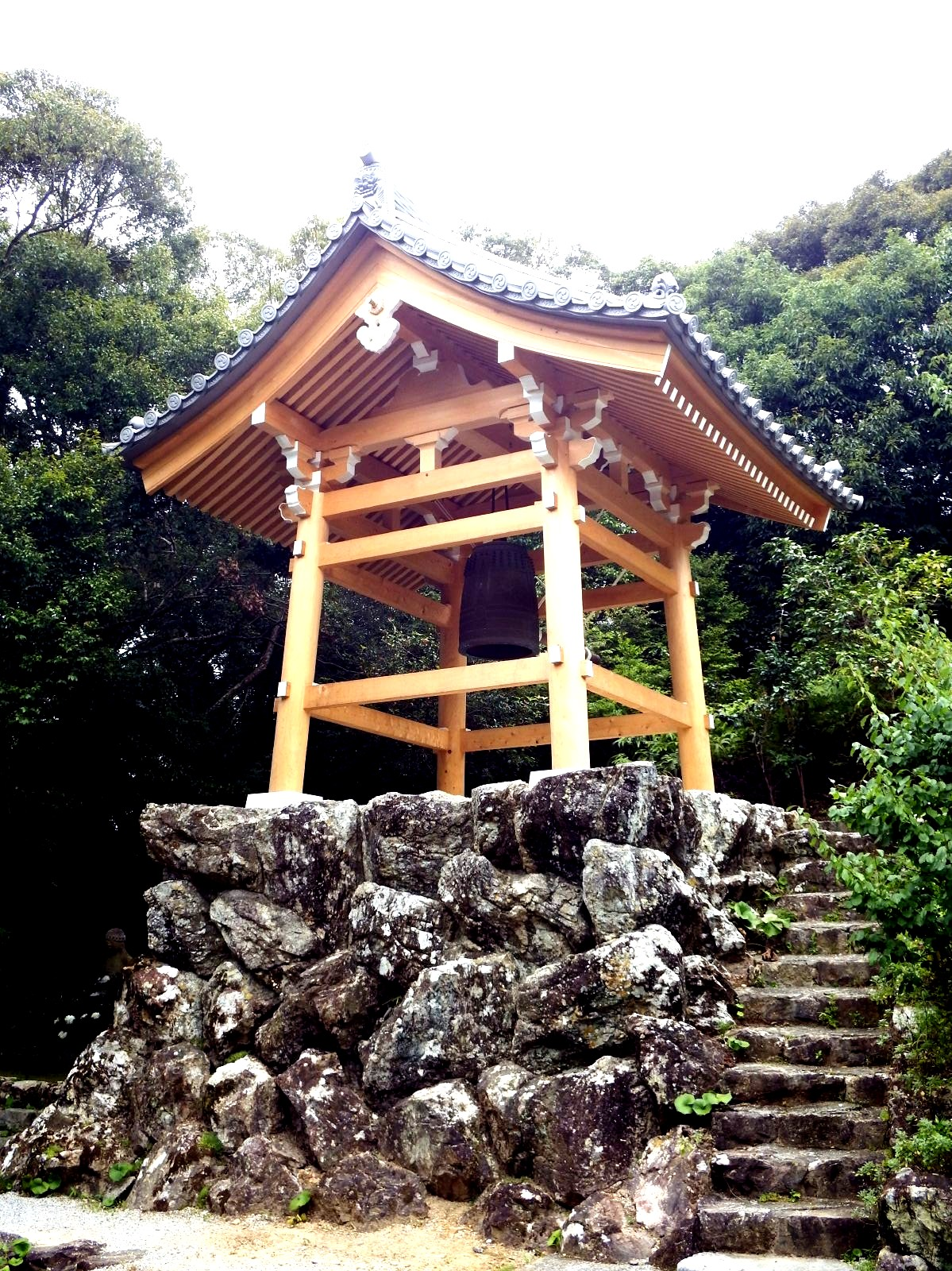
新鐘楼堂
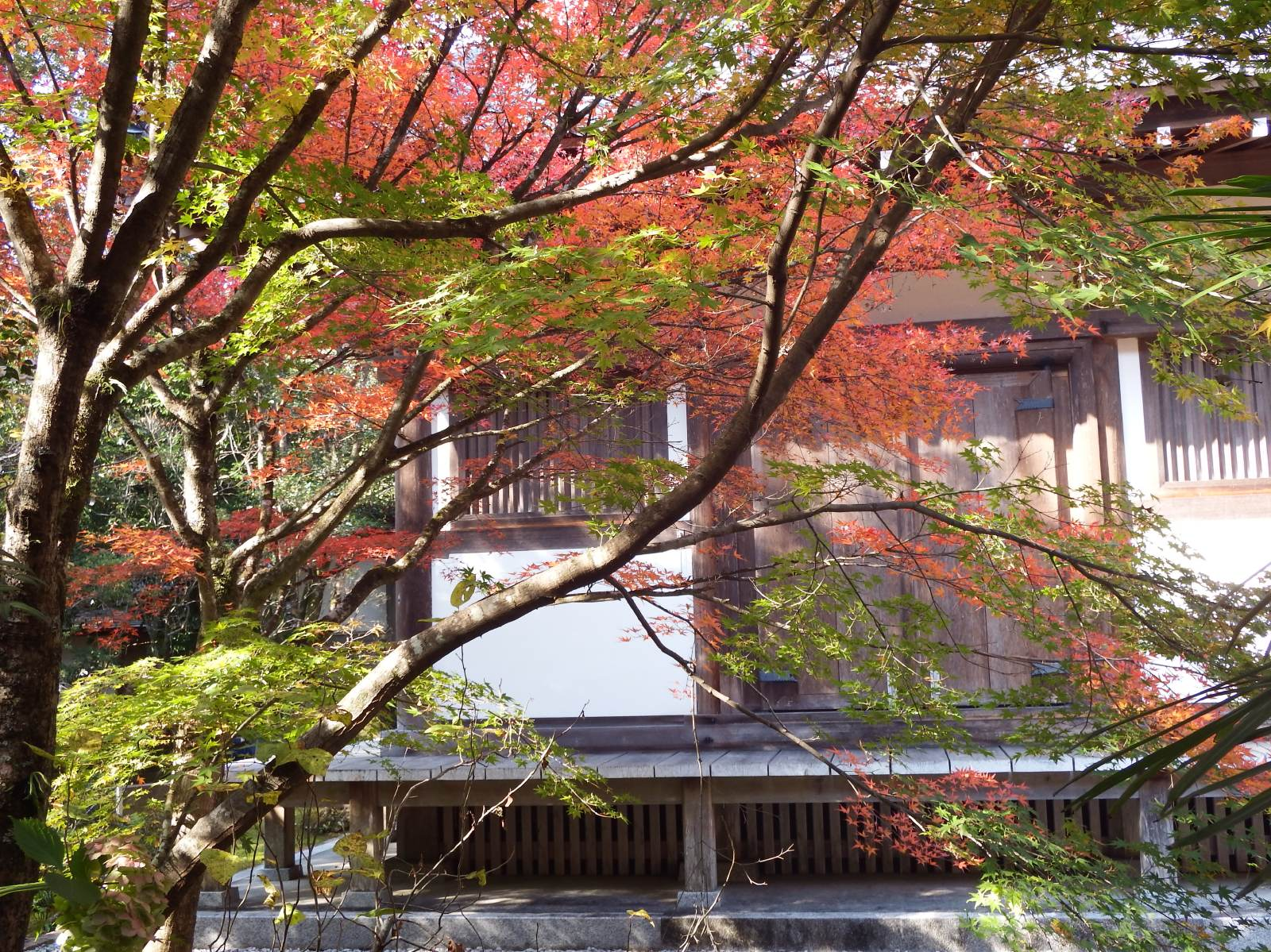
不動堂

県道22号脇にバスの駐車場があり、進入車道は普通車までで、狭い坂道の車道を上がると山門前に数台とその背後に大駐車場がある。途中に行き違いをする部分があるが走行には注意を要する。途中に山門の立つ石段を上って行くと左に鐘楼が、右に手水場、その先に地蔵堂（六角堂）があり、57段上がると本堂の壇に着き、正面奥に本堂があり左手前に大師堂がある。本堂の左裏に鎮守堂がある。手水場から左に折れ塀沿いに進むと庫裡の門があり、その中の正面に納経所がある。不動堂は庫裡の中の一角にあるが一般の参拝はできない。
- 宿坊 - なし

## 文化財
国の重要文化財
- 木造大日如来坐像 - 1911年（明治44年）8月9日指定[3]。

像高146.0 cm。檜の寄木造、彫眼、漆箔。眼は彩色が施されているが、後世に顔面を割り銅板を嵌め込んだと考えられる。像内の背面に、元亨3年（1323年）修理の墨書銘がある。行基作の伝承があるが、技法等から平安時代後期の作と考えられる。
- 木造聖観音立像 - 1911年（明治44年）8月9日指定[5]。

像高171.0 cm。檜の一木造、彫眼、素木像。平安時代後期の特色がみられる。かつて存在した観音堂の本尊。
- 上記2躯とも非公開。本堂に接続した背後の本尊収蔵庫に安置されている。2014年に四国霊場開創1200年記念事業として開帳された。

香南市指定史跡
- 大日寺 - 1967年（昭和42年）7月28日指定[8]。

## 交通案内
鉄道
- 土佐くろしお鉄道ごめん・なはり線 - のいち駅下車 (2.0 km)

バス
- 高知東部交通 「野市龍河洞通」下車 (2.0 km)

道路
- 一般道 - 高知県道22号龍河洞公園線 大日寺前 (0.3 km)
  - 駐車場 - 30台、大型5台。無料。

## 奥の院
爪彫薬師堂

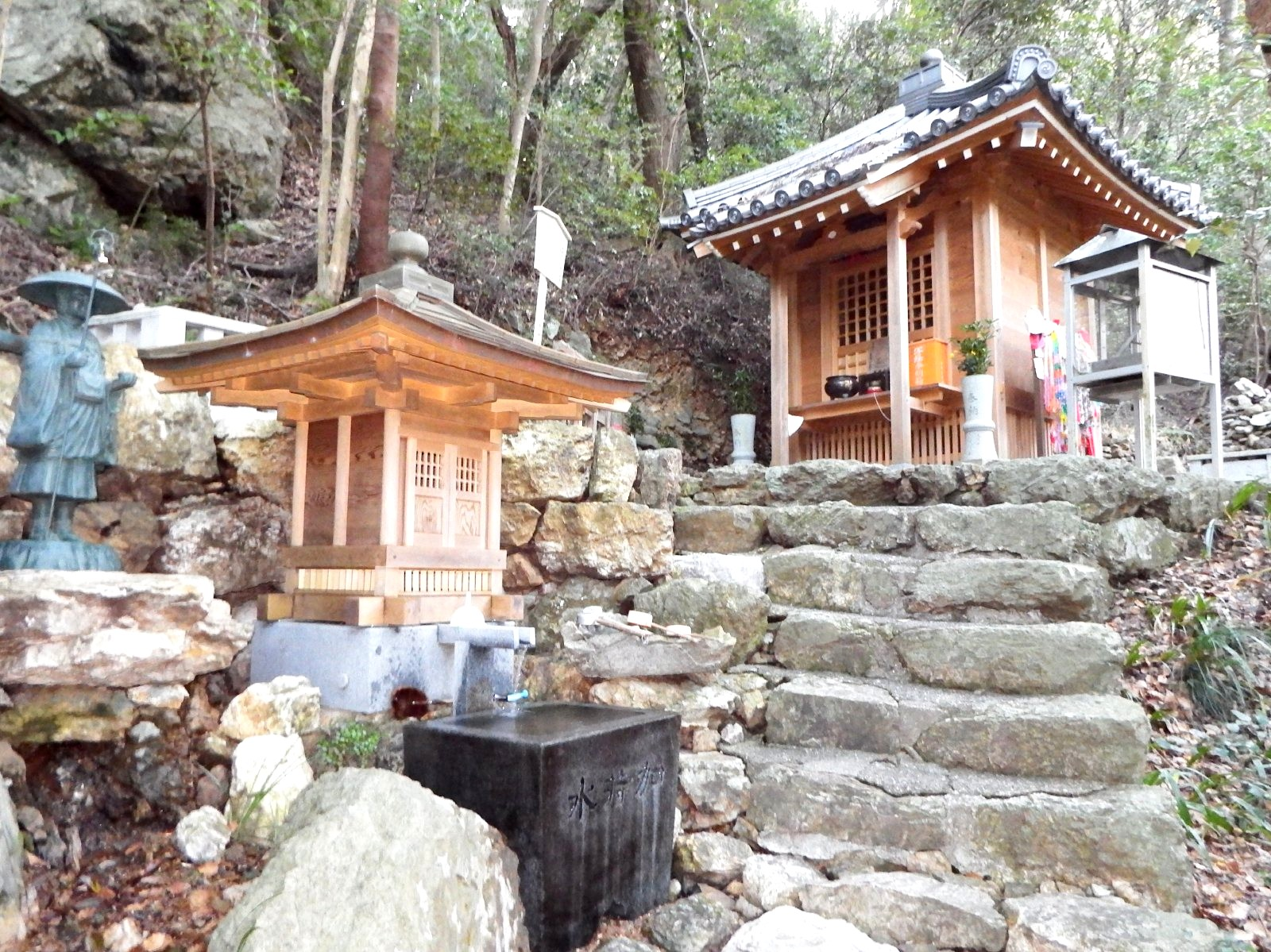
爪彫薬師堂（右）、弘法大師の御加持水（左）

山門より奥に約200 m入ったあたりに楠の立木に彫ったと伝わる薬師如来があったが、明治初年に台風で倒れたためその跡地に堂を建立し倒れた楠を霊木として安置している。また、付近の岩窟からは弘法大師の御加持水と呼ばれる清水が湧き出す。なお、堂は老朽化のため2014年に建て替えられ、その後も参道や湧水口の整備が続けられ2018年完了した。爪彫薬師に参拝すれば、首から上の病の平癒に霊験があり、祈願がかなった折「願ほどき」のために穴の開いた石を奉納する習わしがあるため、お堂の床下周囲にはおびただしい数の小石が置かれていたが、それも一区画に積み上げるようになっている。納経及び御影の授与は大日寺納経所にて。

## 前後の札所
四国八十八箇所
27 神峯寺 -- (37.5 km)--  28 大日寺 -- (9.3 km)-- 29 国分寺